# Đại dịch COVID-19 tại Quần đảo Cayman
Bài viết này ghi lại các tác động của đại dịch COVID-19 ở quần đảo Cayman, và có thể không bao gồm tất cả các phản ứng và biện pháp chính hiện đại.

## Dòng thời gian
Vào ngày 12 tháng 3, quần đảo Cayman đã xác nhận trường hợp COVID-19 đầu tiên của vùng lãnh thổ này.
Tính đến ngày 31 tháng 12 năm 2022, Quần đảo Cayman ghi nhận 31,472 trường hợp nhiễm COVID-19 và 37 trường hợp tử vong.